# Casper Munk Christiansen
Casper Munk Christiansen (* 25. Juni 1986 in Hillerød) ist ein dänischer Volleyballspieler.

## Karriere
Munk Christiansen begann seine Karriere 2003 in der Efterskolen Grønsund. In der Sportschule wählte er Volleyball und Trampolinturnen als sportliche Disziplinen. Später spielte der Außenangreifer in der dänischen Liga bei Lyngby Volley und Holte IF. Von Holte wechselte er zum deutschen Bundesligisten Wuppertal Titans. Danach kehrte er in seine Heimat zurück und spielte bei Gentofte Volley. In der Saison 2012/13 war Munk Christiansen in Frankreich bei Saint-Brieuc Côtes d’Armor aktiv. 2013 nahm er mit der dänischen Nationalmannschaft an der Europameisterschaft im eigenen Land teil, bei der die Dänen die erste Runde überstanden und dann im Playoff-Spiel ausschieden. Anschließend wurde der Außenangreifer vom Bundesligisten Chemie Volley Mitteldeutschland verpflichtet. 2014 kehrte Munk Christiansen zurück nach Dänemark und spielte für die Kopenhagener Vorortvereine Gentofte Volley und ab 2017 für Hvidovre VK.